# 21495 Feaga
21495 Feaga (tên chỉ định: 1998 JP2) là một tiểu hành tinh vành đai chính. Nó được khám phá thông qua Chương trình nghiên cứu đối tượng gần Trái Đất của đài thiên văn Lowell ở Anderson Mesa Station ở Coconino County, Arizona, ngày 1 tháng 5 năm 1998. Nó được đặt theo tên Lori Michelle Feaga, an American planetary scientist và spectroscopist.